# António da Silva Ribeiro
António Manuel Fernandes da Silva Ribeiro GCC • GOA • GCA • 6 MPSD • MOSD • MSMM • MPMM • MTCN • MSCN (Pombal, 14 de Outubro de 1957) é um Almirante da Marinha Portuguesa, antigo Chefe do Estado-Maior-General das Forças Armadas, Comandante Nacional da Polícia Marítima e ex-Chefe do Estado Maior da Armada e da Autoridade Marítima Nacional.

## Carreira na Marinha
Como oficial superior desempenhou os cargos: 
- Chefe da Divisão de Planeamento do Estado-Maior da Armada
- Coordenador da Área de Ensino de Estratégia e professor de Estratégia e Planeamento Estratégico do Instituto Superior Naval de Guerra
- Comandante do Agrupamento de Navios Hidrográficos
- Comandante do N.R.P. Almeida Carvalho
- Diretor de Pesquisa e Operações do Serviço de Informações Estratégicas de Defesa e Militares
- Assessor no Instituto de Defesa Nacional
- Chefe da Secção de Planeamento de Forças da Divisão de Planeamento do Estado-Maior da Armada
- Adjunto do Chefe do Departamento de Estudos Estratégicos e Militares da Direção-geral da Política de Defesa Nacional
- Comandante do N.R.P. Andrómeda.

Como oficial subalterno desempenhou o cargo de Chefe de Serviço de Navegação do N.R.P. João Belo.
No Instituto Hidrográfico foi:
- Adjunto do Chefe da Divisão de Dinâmica de Costas e Estuários
- Chefe da Secção de Publicações Náuticas
- Adjunto do Diretor Técnico para a cooperação com os Países Africanos de Língua Oficial Portuguesa
- Chefe do Núcleo de Estudos Técnico-Navais
- Representante na Associação Portuguesa de Recursos Hídricos e Aproveitamentos Hidráulicos.

Foi, ainda, Imediato do N.R.P. Save e Adjunto do Chefe do Serviço de Navegação do N.R.P. São Gabriel.

## Filiações
O Almirante António Silva Ribeiro é membro de diversas organizações: 
- Grupo de Estudos e Reflexão Estratégica de Marinha
- Academia de Marinha
- Centro de Estudos do Mar
- Liga dos Combatentes
- Observatório de Segurança, Criminalidade Organizada e Terrorismo
- Centro Português de Geopolítica
- Comissão Portuguesa de História Militar
- Revista Militar
- Revista Nação e Defesa
- Revista Segurança e Defesa
- Clube Militar Naval
- Clube Náutico de Oficiais e Cadetes da Armada
- Grupo de Amigos de Olivença
- Revista de Relações Internacionais
- Revista de Ciências Militares.[2][1]
- Academia das Ciências de Lisboa (sócio efetivo da Classe de Letras - 7.ª Secção - Ciências Sociais e Políticas)[4]

## Condecorações
Da sua folha de serviços constam vários louvores e condecorações, das quais se destacam: 

### Ordens Honoríficas
- Grande-Oficial da Ordem Militar de Avis a 1 de Setembro de 2011
- Grã-Cruz da Ordem Militar de Avis a 30 de Abril de 2018
- Grã-Cruz da Ordem Militar de Cristo a 28 de fevereiro de 2023[5]

### Medalhas Militares
- Medalha Militar de Serviços Distintos, grau Ouro
- 6 Medalhas Militares de Serviços Distintos, grau Prata
- Medalha de Mérito Militar, 1.ª e 2.ª Classes
- 2 Medalhas da Defesa Nacional, 1ª Classe
- Medalha da Cruz Naval, 2.ª e 3.ª Classes
- Medalha D. Nuno Álvares Pereira - Mérito da Guarda Nacional Republicana, 1ª Classe
- Medalha Naval de Vasco da Gama
- Medalha Militar de Comportamento Exemplar, graus Prata e Ouro
- Medalha de Prestígio e Carreira atribuída pela Câmara Municipal de Pombal, grau Ouro
- Medalha de Cidadão Poveiro atribuída pela Câmara Municipal da Póvoa de Varzim, grau Ouro

### Condecorações Estrangeiras
- Comendador da Ordem do Mérito Naval do Brasil a 12 de Dezembro de 2012
- Grande-Oficial da Ordem do Mérito Naval do Brasil a 23 de Novembro de 2017
- Medalha Mérito Tamandaré do Brasil a 15 de Março de 2011
- Medalha Amigo da Marinha (Brasil)
- Ordem do Mérito Naval com distintivo branco, grau Grã Cruz (Espanha)
- Legião de Honra, grau Comendador (França)
- Ordem Nacional do Mérito de França, grau Oficial a 16 de Dezembro de 2016[6]
- Medalha da Defesa Nacional de França, grau Ouro
- Medalha do 100-Lecia Ustanowienia Sztabu Generalnego Wojska Polskiego (Polónia);
- Medalha Comemorativa do Centenário das Forças Armadas Lituanas
- Ordem de Timor-Leste, grau Colar, de Timor-Leste.

É Cidadão Honorário de Gulfport (Mississipi-EUA) e possui a Medalha de 1992 da Revista Militar, pela elevada contribuição prestada para o prestígio e projeção daquela instituição.